# Ilha de França (Maurícia)
Ilha de França (em francês:  Île de France) foi uma colónia francesa no Oceano Índico de 1715 a 1810, compreendendo a ilha hoje conhecida como Maurícia e os seus territórios dependentes. Foi governada pela Companhia Francesa das Índias Orientais e fazia parte do Império Colonial Francês. Sob os franceses, a ilha testemunhou grandes mudanças. A crescente importância da agricultura levou à “importação” de escravos e à realização de vastas obras infraestruturais que transformaram a capital Port Louis num importante porto, armazém e centro comercial.
Durante as Guerras Napoleónicas, a Ilha de França tornou-se uma base a partir da qual a marinha francesa, incluindo esquadrões sob o comando do contra-almirante Linois ou do comodoro Jacques Hamelin, e corsários como Robert Surcouf, organizaram ataques a navios mercantes britânicos. Os ataques (ver Batalha de Pulo Aura e campanha das Maurícias de 1809-1811) continuaram até 1810, quando os britânicos enviaram uma forte expedição para capturar a ilha. A primeira tentativa britânica, em agosto de 1810, de atacar Grand Port resultou numa vitória francesa, celebrada no Arco do Triunfo, em Paris. Um ataque subsequente e muito maior lançado em dezembro do mesmo ano a partir de Rodrigues, que tinha sido capturada um ano antes, foi bem-sucedido. Os britânicos desembarcaram em grande número no norte da ilha e rapidamente dominaram os franceses, que capitularam (ver Invasão da Ilha de França). No Tratado de Paris (1814), os franceses cederam a Ilha de França juntamente com os seus territórios, incluindo Agaléga, os Cargados Carajos Shoals, o Arquipélago de Chagos, Rodrigues, Seychelles e a Ilha Tromelin ao Reino Unido. A ilha então voltou ao seu antigo nome, "Maurícia".

## História
Depois que os holandeses abandonaram as Ilhas Maurícias, a ilha tornou-se uma colónia francesa em setembro de 1715, quando Guillaume Dufresne d'Arsel desembarcou e tomou posse dela, batizando a ilha de Isle de France. O governo francês entregou a administração das Maurícias à Companhia Francesa das Índias Orientais, mas a ilha permaneceu livre dos europeus até 1721. Além disso, até 1735, a Ilha de França era administrada a partir da Île Bourbon, hoje conhecida como Reunião.
Em 1726, a companhia havia concedido terras a colonos, soldados e trabalhadores. Os acordos das subvenções especificavam que os beneficiários das subvenções que não pudessem cultivar as suas terras durante um período de 3 anos as perderiam. Cada colono recebeu 20 escravos e em troca teve que pagar anualmente um décimo da sua produção à Companhia Francesa das Índias Orientais. A tentativa de desenvolver a agricultura resultou numa procura crescente de mão de obra.Segundo Lougnon, 156 navios escalaram as Maurícias entre 1721 e 1735, antes da chegada de Bertrand-François Mahé de La Bourdonnais, a maioria deles navios da Companhia. Os comerciantes de escravos trouxeram um total de 650 escravos para as Maurícias vindos de Madagáscar, Moçambique, Índia e África Ocidental.
O comércio internacional, em particular o comércio de longa distância, cresceu no século XVIII e, na década de 1780, a França era a maior potência marítima comercial da Europa. O valor total do comércio francês de longa distância com a África, Ásia, América e reexportações para o resto da Europa foi de 25 milhões de libras, enquanto o comércio da Grã-Bretanha ascendeu a apenas 20 milhões de libras. Este estado de coisas explicava a importância crescente de Port Louis como centro de comércio entreposto. Entre os colonos franceses, a atração do dinheiro fácil e a importância das atividades comerciais contribuíram para o seu desinteresse pela agricultura. O comércio de escravos, tanto legal como ilegal, foi um aspecto importante do comércio internacional francês no Oceano Índico. Uma classe de comerciantes e mercadores desenvolveu-se e prosperou.
O governador Charles Mathieu Isidore Decaen, suspeito do navio inglês HMS Cumberland, que chegou lá para fazer reparos em 1803, prendeu o seu capitão Matthew Flinders na ilha por vários anos. Flinders estava a voltar da Austrália para a Inglaterra com os diários de bordo e registos das suas explorações científicas.

## População
Quando La Bourdonnais chegou à Ilha de França em 1735, havia 638 escravos numa população de 838 habitantes. Depois disso, cerca de 1200 a 1300 escravos chegaram anualmente; em cinco anos, o número de escravos quadruplicou para 2612 e o número de franceses dobrou.

## Legado
Mahé de La Bourdonnais estabeleceu Port Louis como base naval e centro de construção naval. Sob o seu governo, foram construídos vários edifícios, alguns dos quais ainda hoje existem, incluindo parte da Casa do Governo, o Château de Mon Plaisir no Jardim Botânico SSR e o Quartel da Linha.